# Aurach am Hongar
Aurach am Hongar è un comune austriaco di 1 672 abitanti nel distretto di Vöcklabruck, in Alta Austria.